# Moutain View (Afrique du Sud)
Pour les articles homonymes, voir Mountain View.
Mountain View est une ville située en banlieue de Johannesburg en Afrique du Sud. 

## Histoire
Moutain View est située sur une partie d'une ancienne ferme du Witwatersrand appelée Klipfontein. Elle a été créée en 1902 et a été nommée ainsi en raison de sa vue sur les montagnes du nord du Magaliesberg.